# Треножник Ли

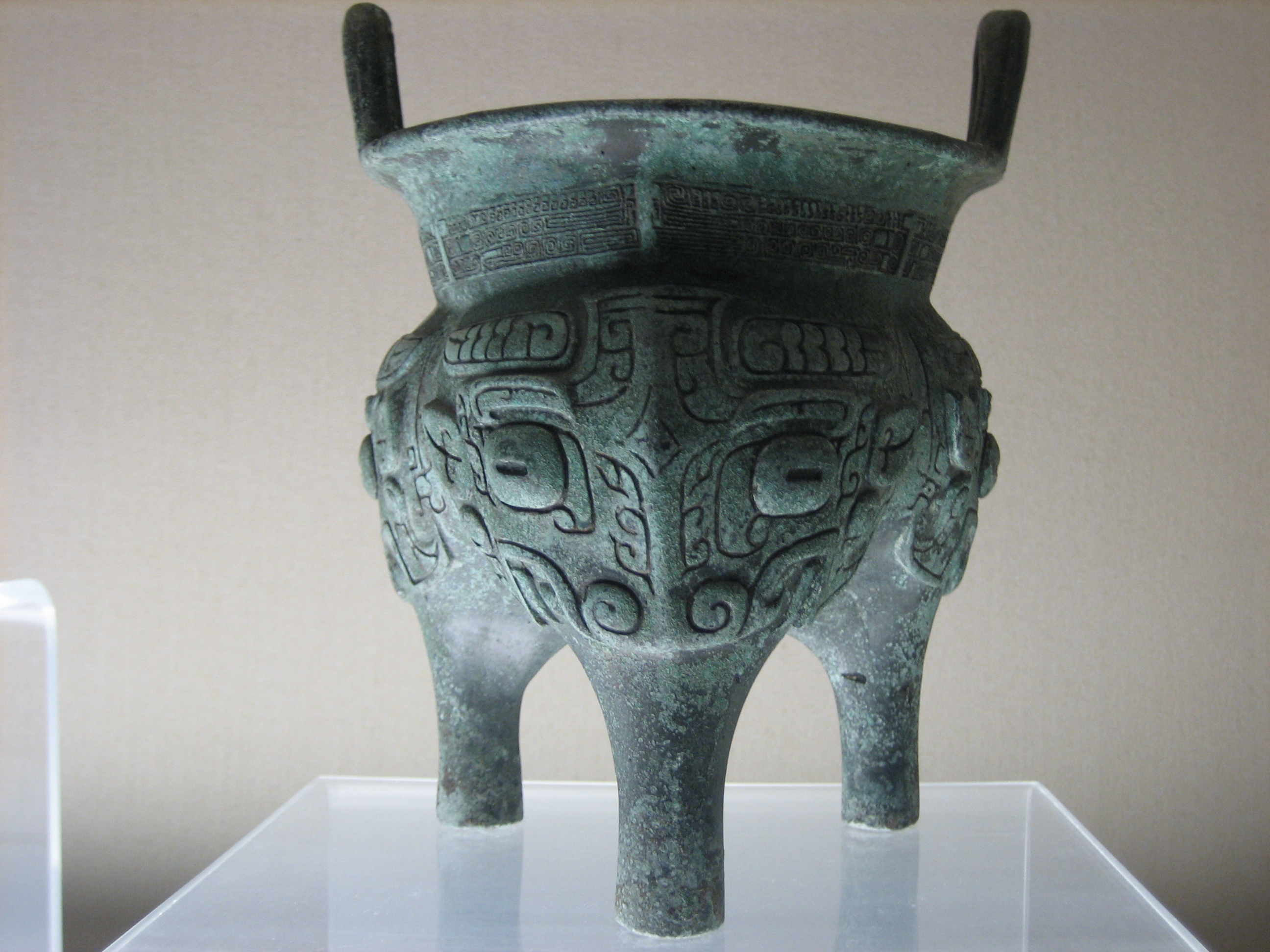
Треножник-Ли «Бинь» (濒鬲)

Трено́жник Ли (кит. 鬲; пиньинь: lì) — в древнем Китае котёл на трёх ногах. Появился в позднем неолите. Первоначально изготовляли из глины и использовали для варки пищи. Позднее, во времена династии Шан, отливали из бронзы. Треножник мог служить предметом ритуальной утвари для подношения пищи духам предков. По форме напоминает треножник Дин, но имеет полые ножки. Как и треножник Дин, мог быть украшен орнаментами и надписями цзиньвэнь. Треножники этого периода часто обнаруживаются при раскопках сразу группами, причём размеры, форма и надписи у треножников в группе практически не отличаются.
В период Сражающихся царств постепенно выходит из употребления из-за увеличения использования печей.

Ключ 193 «Треножник Ли» в большой печати Чжуаньшу

В китайском письме иероглифический ключ 193 носит название «Котёл[-треножник Ли]».